# George Biguzzi
Giorgio (George) Biguzzi, SX (Cesena, 4 de fevereiro de 1936 - Parma, 1 de julho de 2024) foi bispo emérito da Diocese de Makeni, Serra Leoa.

## Biografia
Giorgio Biguzzi entrou na congregação dos Missionários Xaverianos e foi ordenado sacerdote em 16 de outubro de 1960, em Parma, através do Arcebispo Gaetano Pollio, PIME. Obteve um mestrado na Universidade Marquette em Milwaukee e trabalhou na casa Xaveriana em Holliston. Foi enviado como missionário para Serra Leoa em 1967. Após lecionar na escola secundária católica em Makeni, Pe. George retornou à Itália por um tempo para trabalhar com os Xaverianos.
João Paulo II o nomeou segundo bispo da Diocese de Makeni em 17 de novembro de 1986.
O Papa o consagrou pessoalmente como bispo em 6 de janeiro do ano seguinte; os co-consagrantes foram Eduardo Martínez Somalo, Secretário de Estado Suplente, e José Tomás Sánchez, Secretário da Congregação para a Evangelização dos Povos.
Em seu governo, dedicou-se nos esforços de evangelização e celebrou o primeiro Sínodo diocesano. Dom George fundou diversas escolas católicas, inclusive a Universidade de Makeni em 2011, a única universidade no norte de Serra Leoa, além de um hospital e uma rádio. Atravessando a Guerra Civil de Serra Leoa, foi sequestrado duas vezes e sua casa foi saqueada e danificada em três ocasiões. Fez parte do Conselho Inter-religioso que participou das conversações de paz para pôr fim ao conflito.

Em 7 de janeiro de 2012, o Papa Bento XVI acatou a renúncia apresentada por Dom Giorgio Biguzzi por motivos de idade. Faleceu no hospital de Parma. Após ser velado na Igreja de Martorato, em Cesena, seu corpo será levado e sepultado em Serra Leoa.